# Campylocentrum madisonii
Campylocentrum madisonii är en orkidéart som beskrevs av Dodson. Campylocentrum madisonii ingår i släktet Campylocentrum och familjen orkidéer. Inga underarter finns listade i Catalogue of Life.